# SE Sauber Energie
Die SE Sauber Energie GmbH & Co. KG ist ein gemeinsames Energieversorgungsunternehmen von sechs Stadt- und Gemeindewerken.
Der Stadtwerke-Verbund vertreibt vor allem Ökostrom aus 100 % Wasserkraft, „Ökogas“ mit entsprechendem CO2-Ausgleich sowie „Gas Bio“ mit Biogas-Anteil bis zu 100 %. Als ein Waldschutzprojekt gibt es in Zusammenarbeit mit Wohllebens Waldakademie einen geschützten „Sauber-Wald“.

## Struktur
Gesellschafter zu gleichen Anteilen von 16,667 % sind die folgenden Stadtwerke:
- BEW Bergische Energie- und Wasser-GmbH, Wipperfürth
- e-regio GmbH & Co. KG, Euskirchen
- Maingau Energie GmbH, Obertshausen
- Medl GmbH, Mülheim an der Ruhr
- Rhenag Rheinische Energie Aktiengesellschaft, Köln
- Siegener Versorgungsbetriebe GmbH, Siegen

Da die Westenergie (100 %iges Tochterunternehmen der E.ON SE) Gesellschafterin der rhenag (45,6 %) und der medl GmbH (39 %) ist und die rhenag wiederum Gesellschafter der BEW, der Maingau, e-regio und Siegener Versorgungsbetriebe GmbH ist, ergibt sich indirekt in Summe eine Beteiligung in Höhe von rund einem Viertel; ca. drei Viertel sind entsprechend indirekt in kommunalem Eigentum.